# Mjöltagging
Mjöltagging (Trechispora stevensonii) är en svampart som först beskrevs av Berk. & Broome, och fick sitt nu gällande namn av K.H. Larss. 1995. Enligt Catalogue of Life ingår Mjöltagging i släktet Trechispora,  och familjen Hydnodontaceae, men enligt Dyntaxa är tillhörigheten istället släktet Trechispora,  och familjen Sistotremataceae. Arten är reproducerande i Sverige. Inga underarter finns listade i Catalogue of Life.